# УЕФА Лига шампиона за жене
УЕФА Лига шампиона за жене (енгл. UEFA Women's Champions League) је најјаче и најпрестижније европско, клупско фудбалско такмичење за жене. Такмичење је први пут одржано у сезони 2001/02. под називом УЕФА Куп за жене, а у сезони 2009/10. добија назив УЕФА Лига шампиона за жене.
Тренутни шампион је Олимпик Лион који је уједно и најуспешнији клуб са 8 титула.

## Финале
УЕФА Куп за жене је фудбалско такмичење за европске клубове. Такмичење је почело у сезони 2001/02 због повећања интересовања за женски фудбал. Понекад се назива и Женски Европски куп, зато што је то једино УЕФА такмичење за жене. Тимови се квалификују на основу освајања најбољег националног такмичења, било да је реч о лиги или о купу, о купу је реч ако не постоји лига.

### УЕФА Куп за жене
| Сезона  | Победник  | Резултат | Губитник    | Резултати утакмица                                                                                 |
| ------- | --------- | -------- | ----------- | -------------------------------------------------------------------------------------------------- |
| 2001/02 | Франкфурт | 2:0      | Умео        | 2:0, једна утакмица одиграна на Комерцбанк арени, Франкфурт, Немачка                               |
| 2002/03 | Умео      | 7:1      | Фортуна     | 4:1, Умео енерџи арена, Умео, Шведска 3:0, Јеринг стадион, Јеринг, Данска                          |
| 2003/04 | Умео      | 8:0      | Франкфурт   | 3:0, Расунда стадион, Солна, Шведска 5:0, Франкфурт Волксбанк стадион, Франкфурт, Немачка          |
| 2004/05 | Турбине   | 5:1      | Јургорден   | 2:0, Стокхолм олимпијски стадион, Стокхолм, Шведска 3:1, Карл-Лајбкнехт-Стадион, Потсдам, Немачка  |
| 2005/06 | Франкфурт | 7:2      | Турбине     | 4:0, Карл-Лајбкнехт-Стадион, Потсдам, Немачка 3:2, Франкфурт Волксбанк стадион, Франкфурт, Немачка |
| 2006/07 | Арсенал   | 1:0      | Умео        | 1:0, Умео енерџи арена, Умео, Шведска 0:0, Мејдов парк, Лондон, Енглеска                           |
| 2007/08 | Франкфурт | 4:3      | Умео        | 1:1, Умео енерџи арена, Умео, Шведска 3–2, Комерцбанк арена, Франкфурт, Немачка                    |
| 2008/09 | Дуизбург  | 7:1      | Звезда Перм | 6:0, Централни стадион у Казању, Казањ, Русија 1:1, МСВ Арена, Дуизбург, Немачка                   |

### УЕФА Лига шампиона за жене
| Сезона  | Победник     | Резултат         | Губитник         | Место                                   |
| ------- | ------------ | ---------------- | ---------------- | --------------------------------------- |
| 2009/10 | Турбине      | 0:0 (7–6 пенали) | Олимпик Лион     | Колисеум Алфонсо Перез, Хетафе          |
| 2010/11 | Олимпик Лион | 2:0              | Турбине          | Крејвен котиџ, Лондон                   |
| 2011/12 | Олимпик Лион | 2:0              | Франкфурт        | Олимпијски стадион у Минхену, Минхен    |
| 2012/13 | Волфсбург    | 1:0              | Олимпик Лион     | Стамфорд бриџ, Лондон                   |
| 2013/14 | Волфсбург    | 4:3              | Тиресе           | Стадион Рестоло, Лисабон                |
| 2014/15 | Франкфурт    | 2:1              | Париз Сен Жермен | Фрифрих-Лудвиг-Јан парк, Берлин         |
| 2015/16 | Олимпик Лион | 1:1 (4–3 пенали) | Волфсбург        | Мапеј стадион, Ређо Емилија             |
| 2016/17 | Олимпик Лион | 0:0 (7–6 пенали) | Париз Сен Жермен | Кардиф Сити стадион, Кардиф             |
| 2017/18 | Олимпик Лион | 4:1              | Волфсбург        | Валери Лобановски Динамо стадион, Кијев |
| 2018/19 | Олимпик Лион | 4:1              | Барселона        | Гроупама арена, Будимпешта              |
| 2019/20 | Олимпик Лион | 3:1              | Волфсбург        | Стадион Аноета, Сан Себастијан          |
| 2020/21 | Барселона    | 4:0              | Челси            | Гамла Улеви, Гетеборг                   |
| 2021/22 | Олимпик Лион | 3:1              | Барселона        | Стадион Јувентус, Торино                |
| 2022/23 | Барселона    | 3:2              | Волфсбург        | Филипс стадион, Ајндховен               |

## Формат

### УЕФА Куп за жене
На почетку је учествовало 32 тимова, који су били распоређени у 8 групе, где је касније из сваке групе је пролазио само по један клуб. Играло се само по једна утакмица. Од четвртфинале почињу да се играју по две утакмице. Од сезоне 2004/05 из групе је пролазило по два тима, што је резултирало више квалификационих рунди. Било је две квалификационе рунде.

### УЕФА Лига шампиона за жене
Дана 11. децембра 2008. године, најављено је да ће конкуренција бити већа и да се систем такмичења мења, па стога је и назив такмичења промењен. Као и у мушкој Лиги шампиона, циљ је да нови турнир укључи и другопласиране тимове у националним првенствима, а финале је да се игра у једном мечу.
Дана 31. марта 2008. УЕФА је потврдила да осам најбољих земаља према коефицијенту УЕФА-е између 2003/04 и 2007/08 сезоне, да ће њима бити додељена два места у новом женском такмичењу. Ове лиге су.:
- Бундеслига Немачке у фудбалу за жене, Немачка
- Прва лига Шведске у фудбалу за жене, Шведска
- Премијер лига за жене, Енглеска
- Прва лига Француске у фудбалу за жене, Француска
- Суперлига Данске у фудбалу за жене, Данска
- Премијер лига Русије у фудбалу за жене, Русија
- Премијер лига Норвешке у фудбалу за жене, Норвешка
- Серија А за жене, Италија

Седам од наведених лига се одржало у првих осам места до данас, неколико удружења су ушли у топ осам. Због мењања коефицијента, 2010/11 Исланд је добио место у првих осам, на рачун Норвешке. У сезони 2012/13, Норвешка је се вратила у топ-осам на место Исланда. Затим 2013/14, Аустрија мења Норвешку у првих осам. Чешка касније мења Аустрију у првих осам у сезони 2014/15. У садашњем издању Чешку замењује Шпанија.
Такође у сезони 2012/13 из Енглеске је играо првак ФА лиге, пошто се Премијер лига угасила. Наредне године дошло је до спајања Белгијске и Холандске лиге у једну лигу.
Освајач титуле има право да игра и ако не квалификују, а почиње у кругу од 32.
Могу да играју сви из 54 УЕФА удружења. Међутим, немају сва удружења женску лигу. На пример Андора, Лихтенштајн, Сан Марино и Гибралтар никада нису учествовали.
Због различитог учешћа, тимови играју квалификације и тимови који улазе у кругу од 32 се мења из године у годину.

## Новчана награда
Новчана награда се додељује први пут од 2010. године када су оба финалиста добили новац. У 2011. години исплаћивани су и губитници полуфинала и четвртфинала. Данас то изгледа овако:
- 250.000 € победнички тим
- 200.000 € губитник у финалу
- 50.000 € губитник у полуфиналу
- 25.000 € губитник у четвртфиналу

Остали тимови који су се квалификовали добијају по 20.000 €. Било је неколико притужби на ову суму, јер она није покрива трошкове за неке дужа путовања, која укључују и летове.

## Рекорди и статистика

### Учинак

#### Учинак држава
| Nation    | Победник | Други | Полуфиналисти | Победник                       | Други                                     | Полуфиналисти                                                       |
| --------- | -------- | ----- | ------------- | ------------------------------ | ----------------------------------------- | ------------------------------------------------------------------- |
| Немачка   | 9        | 8     | 10            | - Франкфурт (4) - Дуизбург (1) | - Волфсбург (4) - Турбине (2)             | - Франкфурт (2) - Волфсбург (2)                                     |
| Француска | 8        | 4     | 8             | - Олимпик Лион (8)             | - Олимпик Лион (2) - Париз Сен Жермен (2) | - Париз Сен Жермен (3) - Париз (1)                                  |
| Шведска   | 2        | 5     | 4             | - Умео (2)                     | - Умео (3) - Тиресе (1)                   | - Умео (2) - Малме (1)                                              |
| Шпанија   | 2        | 2     | 2             | - Барселона (2)                | - Барселона (2)                           | - Барселона (2)                                                     |
| Енглеска  | 1        | 1     | 12            | - Арсенал (1)                  | - Челси (1)                               | - Арсенал (6) - Челси (3) - Манчестер сити (2) - Бирмингем сити (1) |
| Данска    | 0        | 1     | 3             |                                | - Фортуна (1)                             | - Брондби (3)                                                       |
| Русија    | 0        | 1     | 0             |                                | - Звезда Перм (1)                         |                                                                     |
| Норвешка  | 0        | 0     | 2             |                                |                                           | - Трондајм (1) - Колботн (1)                                        |
| Финска    | 0        | 0     | 1             |                                |                                           | - Хелсинки (1)                                                      |
| Италија   | 0        | 0     | 1             |                                |                                           | - Верона (1)                                                        |

#### Учинак тимова
| Клубови          | Победници | Други | Године освајања                                | Године другопласирани  |
| ---------------- | --------- | ----- | ---------------------------------------------- | ---------------------- |
| Олимпик Лион     | 8         | 2     | 2011, 2012, 2016, 2017, 2018, 2019, 2020, 2022 | 2010, 2013             |
| Франкфурт        | 4         | 2     | 2002, 2006, 2008, 2015                         | 2004, 2012             |
| Волфсбург        | 2         | 4     | 2013, 2014                                     | 2016, 2018, 2020, 2023 |
| Умео             | 2         | 3     | 2003, 2004                                     | 2002, 2007, 2008       |
| Турбине          | 2         | 2     | 2005, 2010                                     | 2006, 2011             |
| Барселона        | 2         | 2     | 2021, 2023                                     | 2019, 2022             |
| Арсенал          | 1         | 0     | 2007                                           |                        |
| Дуизбург         | 1         | 0     | 2009                                           |                        |
| Париз Сен Жермен | 0         | 2     |                                                | 2015, 2017             |
| Фортуна          | 0         | 1     |                                                | 2003                   |
| Јургорден        | 0         | 1     |                                                | 2005                   |
| Звезда Перм      | 0         | 1     |                                                | 2009                   |
| Тиресе           | 0         | 1     |                                                | 2014                   |
| Челси            | 0         | 1     |                                                | 2021                   |

## Најбољи стрелци
| Сезона  | Најбољи стрелац (Клуб)                                                                        | Голови |
| ------- | --------------------------------------------------------------------------------------------- | ------ |
| 2022/23 | Ева Пајор (Волфсбург)                                                                         | 9      |
| 2021/22 | Алексија Путељас (Барселона)                                                                  | 11     |
| 2020/21 | Џенифер Ермосо (Барселона) Фран Кирби (Челси)                                                 | 6      |
| 2019/20 | Вивијане Мидема (Арсенал) Емуеје Огбиагбевха (Минск) Берглинд Бјерг Торвалсдотир (Брејдаблик) | 10     |
| 2018/19 | Пернил Хардер (Волфсбург)                                                                     | 8      |
| 2017/18 | Ада Хегерберг (Олимпик Лион)                                                                  | 15     |
| 2016/17 | Жанет Јакабфи (Волфсбург) Вивијане Мидема (Бајерн Минхен)                                     | 8      |
| 2015/16 | Ада Хегерберг (Олимпик Лион)                                                                  | 13     |
| 2014/15 | Целиа Шашић (Франкфурт)                                                                       | 14     |
| 2013/14 | Милена Николић (ЖФК Спартак)                                                                  | 11     |
| 2012/13 | Лаура Рус (Аполон)                                                                            | 11     |
| 2011/12 | Камиле Абили (Олимпик Лион) Еугение Ле Сомер (Олимпик Лион)                                   | 9      |
| 2010/11 | Инка Грингс (Дуизбург)                                                                        | 13     |
| 2009/10 | Ванеса Бурки (Бајерн Минхен)                                                                  | 11     |
| 2008/09 | Маргарет Лара (Валур Рејкјавик)                                                               | 14     |
| 2007/08 | Вира Диател (Жилстрој-1 Харкив) Патриција Панићо (Верона) Маргарет Лара (Валур Рејкјавик)     | 9      |
| 2006/07 | Јулија Флетинг (Арсенал)                                                                      | 9      |
| 2005/06 | Маргарет Лара (Валур Рејкјавик)                                                               | 11     |
| 2004/05 | Кони Похлерс (Турбине Потсдам)                                                                | 14     |
| 2003/04 | Марија Гстотнер (Нојленбах)                                                                   | 11     |
| 2002/03 | Хана Љунгберг (Умео)                                                                          | 10     |
| 2001/02 | Габријела Еначе (Кодру Анени Ној)                                                             | 12     |

## Србија у ЛШ
Јована Дамјановић је једина наша фудбалерка која је освојила Лигу шампиона. Титулу је освојила са Волфсбургом у сезони 2013/14.
Раније је играла за Перспективу, одакле је касније прешла у Црвену звезду. Од 2013. до 2015. наступа за Волфсбург, а тренутно је играч Немачке лиге, тачније Санда.

## Галерија
- 2012. Финале
- 2005. Шампиони
- 2008. Финале
- 2008. Финални резултат
- 2008. Шампиони